# 堀江貞一
堀江 貞一（ほりえ ていいち）は日本の作曲家、編曲家。

## 概要
昭和29年、テイチクレコード専属、昭和32年、日本コロムビア専属。
児童合唱団「すずらんコーラス」主宰。日本各地の小中学校の校歌を作曲している。
栃木県、和歌山県の公立小中学校が多い。

## 主な作曲作品

### 童謡
- 「夢の南ばん船」（昭和32年）
  - 加藤省吾作詩、羽崎共子、杉の子こども会
- 「組曲・四季にうたう」（昭和32年）
  - 丘灯至夫作詩、伴久美子、安田祥子、ひばり児童合唱団
- 「僕はブルドック」（昭和32年）
  - 加藤省吾作詩、松島トモ子
- 「白い踊り子」（昭和33年）
  - 広瀬鋭男作詩、安田祥子
- 「志乃の歌」（昭和34年）
  - 武鹿悦子作詩、久城啓子
- 「おもちゃの騎兵隊」（昭和35年）
  - 西條八十作詩、松田トシ、西村和子、すずらんコーラス
- 「つばきの花と異人さん」（昭和36年）
  - 金井正一作詩、安田章子（由紀さおり）、ひばり児童合唱団
- 「ねんとん ねんとん」（昭和37年）
  - サトウハチロー作詩、コロムビア・シンギング・トリオ
- 「しってるかい しってるさ」（昭和38年）
  - 島来展也作詩、眞理ヨシコ、高橋久美子、浜田奈美、西村和子
- 「オリンピックまつり」（昭和39年）
  - 丘 灯至夫作詩、浜田奈美、すずらんコーラス
- 「赤いしなぐつさん」（昭和40年）
  - 金井正一作詩、高橋久美子
- 「おむすび ころりん」（昭和43年）
  - 立原えりか作構成、宍倉正信、すずらんコーラス
- 「かくれんぼ良寛さん」（昭和43年）
  - 丘灯至夫作構成、熊倉一雄、劇団こまどり、すずらんコーラス
- 「モモちゃん」（昭和45年）
  - 越砂温夫作詩、大杉久美子
- 「こどもの音楽隊」（昭和47年）
  - 小野みさお作詩、馬場信、すずらんコーラス

### テレビドラマ主題歌
- 「変幻三日月丸」（昭和34年）（作詞：丘灯至夫、歌：大野一夫）

### ミュージカル
- 「王さまとうぐいす」
- 「うりこ姫とあまんじゃく」
- 「雪よふれふれ」

### 合唱曲
- 「ゴンドラ浮かべて」

### 校歌
- 上富田町立岩田小学校
- さくら市立金鹿小学校
- さくら市立上松山小学校
- 宇都宮市立平石北小学校
- 那須烏山市立烏山中学校

## 主な編曲作品
コロムビアでの編曲が主である。
- 「帰れソレントへ」
- 「浜千鳥」
- 「通りやんせ」
- 「ゆうやけこやけ」
- 「かじやさん」

## 著書
- 『音楽知識（2巻3号）』（1944年）
- 『児童合唱百曲集』（新興楽譜出版社、1956年）

| スタブアイコン | サブスタブ | この項目は、まだ閲覧者の調べものの参照としては役立たない、音楽関係者（バンド等）に関連した書きかけの項目です。この項目を加筆・訂正などしてくださる協力者を求めています（P:音楽/PJ:芸能人）。 |